# Gregory Chaitin
Gregory John Chaitin (1947 - ) is een wiskundige en informaticus uit de Verenigde Staten.

## Leven en werk
Vanaf de late jaren 1960 heeft Chaitin bijdragen geleverd aan de algoritmische informatie theorie en de metawiskunde, in het bijzonder in de vorm van een nieuwe onvolledigheidsstelling in reactie op de onvolledigheidsstellingen van Gödel. Hij studeerde aan de Bronx High School voor Natuurwetenschap en aan het City College van New York, waar hij nog in zijn tienerjaren theorieën ontwikkelde, die leidde tot zijn onafhankelijke ontdekking van de Kolmogorov-complexiteit.
Chaitin heeft de Chaitin-constante Ω gedefinieerd, een reëel getal, waarvan de cijfers gelijkverdeeld zijn en een getal dat soms informeel wordt beschreven als een uitdrukking van de kans dat een willekeurig programma zal stoppen. Ω heeft de wiskundige eigenschap dat het een definieerbaar, maar geen berekenbaar getal is.
Chaitins vroege werk op het gebied van de algoritmische informatietheorie verliep parallel aan het vroegere werk van Andrej Kolmogorov op dit gebied.
Chaitin schrijft ook over filosofie, vooral over metafysica en filosofie van de wiskunde. Chaitin beweert dat de algoritmische informatietheorie de sleutel is voor het oplossen van problemen in de gebieden van de biologie, zoals het definiëren van 'leven', het bepalen van de oorsprong en evolutie van het leven, en de neurowetenschap, zoals onderzoek naar het bewustzijn en de studie van de geest. Hij verdedigt in recente geschriften een standpunt dat bekendstaat als de digitale filosofie en beweert in de kennistheorie van de wiskunde dat zijn vondsten in de wiskundige logica en de algoritmische informatietheorie laten zien dat er wiskundige feiten bestaan, die waar zijn zonder dat er een reden is, die per ongeluk waar zijn. Het zijn willekeurige wiskundige feiten. Chaitin stelt dat wiskundigen hun hoop moeten laten varen deze wiskundige feiten te kunnen bewijzen en moeten kiezen voor een quasi-empirische methodologie.
Chaitin is ook de initiatiefnemer van het gebruik van grafiekinkleuring bij het alloceren van registergeheugen bij het compileren.
Hij ontving in 1995 een eredoctoraat in de natuurwetenschap van de Universiteit van Maine en werd in 2002 erehoogleraar aan de Universiteit van Buenos Aires in Argentinië, waar zijn ouders zijn geboren en waar Chaitin een deel van zijn jeugd doorbracht. Hij is emeritus onderzoeker bij het Thomas J. Watson Research Center van IBM en tevens gastdocent aan de faculteit computerwetenschappen van de Universiteit van Auckland en maakt deel uit van het internationale comité van het Valparaíso Complex Systemen Instituut.

## Kritiek
Sommige filosofen en logici zijn het sterk oneens met de filosofische conclusies die Chaitin uit zijn stellingen heeft getrokken. De logicus Torkel Franzén bekritiseert Chaitins interpretatie van de onvolledigheidsstellingen van Gödel en de aangevoerde verklaring daarvoor in Chaitins werk.